# Límite inverso
En matemáticas, el límite inverso (también llamado límite proyectivo) es una construcción que permite "pegar" varios objetos relacionados, la manera precisa del proceso de pegado es especificada mediante morfismos entre los objetos. Se pueden definir límites inversos en cualquier categoría, pero inicialmente consideraremos solo límites inversos de grupos.

## Definición formal

### Objetos algebraicos
A continuación se presentan una serie de definiciones que serán utilizadas luego: inverso (o proyectivo) sistema de grupos y homomorfismos. Sea (I, ≤) un poset dirigido (aunque no todos los autores requieren que I sea dirigido). Sea (Ai)i∈I una familia de grupos y supongamos que se tiene una familia de homomorfismos fij : Aj → Ai para todo i ≤ j (notar el orden) con las siguientes propiedades:
1. fii es la identidad en Ai,
2. fik = fij O fjk para todo i ≤ j ≤ k.

Entonces los conjuntos de pares (Ai, fij) es llamado un sistema inverso de grupos y morfismos sobre I.
Definimos al límite inverso del sistema inverso (Ai, fij) como un subgrupo particular del producto directo de cada Ai:
{\displaystyle \varprojlim A_{i}={\Big \{}(a_{i})\in \prod _{i\in I}A_{i}\;{\Big |}\;a_{i}=f_{ij}(a_{j}){\mbox{ para todo }}i\leq j{\Big \}}}
El límite inverso, A, posee proyecciones naturales πi : A → Ai que toman la componente iésima del producto directo. El límite inverso y las proyecciones naturales satisfacen una propiedad universal descrita en la próxima sección.
Esta misma construcción puede ser realizada si los Ai's son conjuntos, anillos, módulos (sobre un anillo fijo), álgebras (sobre un campo fijo), etc., y los homomorfismos son homomorfismos en la categoría correspondiente. El límite inverso también pertenecerá a esa categoría.

### Definición general
El límite inverso puede ser definido en forma abstracta en una categoría arbitraria por medio de una propiedad universal. Sea (Xi, fij) un sistema inverso de objetos y morfismos en una categoría C (con la misma definición indicada previamente). El límite inverso de este sistema es un objeto X en C junto con morfismos πi : X → Xi (llamadas proyecciones) que satisfacen πi = fij O πj . El par (X, πi) debe ser universal en el sentido que para todo otro par del tipo (Y, ψi) existe un único morfismo u : Y → X que hace que todas las identidades "obvias" sean verdaderas; o sea el diagrama.

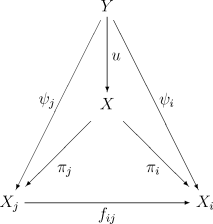
Límite inverso.

debe conmutar para todo i, j. El límite inverso es por lo general indicado como
{\displaystyle X=\varprojlim X_{i}}
donde se entiende que posee un sistema inverso (Xi, fij). 
Al contrario de lo que sucede para objetos algebraicos, puede que el límite inverso no exista en una categoría arbitraria. Pero, si es que existe, entonces es único en un sentido estricto: dado otro límite inverso X′ existe un único isomorfismo X′ → X que conmuta con los mapas de proyección.
Es de notar que un sistema inverso en la categoría C admite una descripción alternativa mediante functors. Todo conjunto parcialmente ordenado I puede ser considerado como una categoría pequeña donde los morfismos son flechas i → j ssi i ≤ j. Un sistema inverso es entonces el functor contravariante I → C.

## Ejemplos
- El anillo de los enteros p-ádicos es el límite inverso de los anillos Z/pnZ (ver aritmética modular), siendo el conjunto índice los números naturales con su orden usual, y los morfismos "take remainder". La topología natural en los enteros p-ádicos es la misma que la que se describe aquí.
- Los grupos profinitos se definen como límites inversos de los grupos finitos (discretos).
- Sea I el conjunto índice de un sistema inverso (Xi, fij) cuyo elemento mayor es m. Entonces la proyección natural πm : X → Xm es un isomorfismo.
- Los límites inversos en la categoría de espacios topológicos se obtienen mediante la ubicación de la topología inicial, siendo fundamental en los conjuntos teóricos de límites inversos. Esto se conoce con el nombre de topología de límite.
- Sea (I, =) el orden trivial (no dirigido). El límite inverso de todo sistema inverso correspondiente es el producto.
- Sea I que consiste de tres elementos i, j, y k con i ≤ j y i ≤ k (no directos). El límite inverso de cualquier sistema inverso de correspondencia es el producto fibrado.

## Conceptos relacionados y generalizaciones
La categoría dual de un límite inverso es un límite directo (o límite inductivo). Conceptos más generales son los límites y colímites de la teoría de categoría. La terminología es un tanto confusa: los límites inversos son límites, mientras que los límites directos son colímites.